# Моржева коса
Морже́ва коса́ (рос. Моржовая коса) — невеликий острів у морі Лаптєвих, біля східного узбережжя півострову Таймир. Територіально відноситься до Красноярського краю, Росія.
Розташований в гирлі бухти Марії Прончищевої. Острів має видовжену форму, витягнутий із північного заходу на південний схід. Являє собою вузьку піщану косу, яка відмежовує бухту від моря.
| Росія | Це незавершена стаття з географії Росії. Ви можете допомогти проєкту, виправивши або дописавши її. |